# Les 50 œuvres essentielles de la littérature portugaise
Les 50 œuvres essentielles de la littérature portugaise est une liste des livres considérés comme les ouvrages fondamentaux de la littérature portugaise, établie au printemps 2016 dans le cadre d'une opération organisée par le prestigieux journal Diário de Notícias.
À partir d'une liste préalable de quatre-vingts auteurs établie par l'écrivain et professeur universitaire Miguel Real (pt), divers auteurs, universitaires et responsables culturels, tous spécialistes de la littérature portugaise, ont été consultés pour sélectionner une première liste d'œuvres de référence posant les fondements de la littérature du Portugal. Parmi les personnalités choisies, figurent le traducteur et journaliste António Mega Ferreira (pt), l'écrivaine, enseignante et ex-ministre de l'enseignement Isabel Alçada, l'ex-ministre de la culture Isabel Pires de Lima (pt), l'écrivain et éditeur Manuel Alberto Valente (pt), la professeur et chercheuse en littérature Maria Alzira Seixo (pt), l'écrivain Nuno Júdice, le poète et critique littéraire Pedro Mexia, l'écrivain et journaliste Viale Moutinho (pt) et l'éditeur Zeferino Coelho (éditeur du prix Nobel de littérature José Saramago, de Mia Couto et Alice Vieira). Cette seconde liste a ensuite été transmise au professeur de littérature, traducteur et poète Fernando Pinto do Amaral (pt), qui l'a revue et a remis la version finale, à l'issue d'un mois de consultations et discussions.
Le palmarès dissocie les romans des essais, de la poésie et du théâtre. La liste finale présente:
- Les 25 œuvres essentielles tous genres confondus;
- Les 10 livres de poésie les plus importants;
- Les 10 meilleurs essais;
- Les 5 meilleures pièces de théâtre;

Les littératures des pays d'Amérique, d'Afrique et d'Asie lusophone ne sont pas représentées dans ce classement.

## Les vingt-cinq œuvres essentielles tous genres confondus
| No | Titre                                                        | Auteur(s)                        | Année           | Lieux de résidence lors de la publication |
| -- | ------------------------------------------------------------ | -------------------------------- | --------------- | ----------------------------------------- |
| 1  | Les Lusiades                                                 | Luis de Camões                   | 1572            | Inde portugaise Macao Portugal            |
| 2  | Le Livre de l'intranquillité                                 | Fernando Pessoa                  | 1982 (posthume) | Portugal                                  |
| 3  | Sermons                                                      | António Vieira                   | 1697            | Brésil Portugal                           |
| 4  | Les Maia                                                     | Eça de Queiroz                   | 1888            | Portugal                                  |
| 5  | Les Chansonniers médiévaux - Chansons d'ami et d'amour       | Collectif                        | Moyen Âge       | Portugal                                  |
| 6  | Chronique de Jean Ier                                        | Fernão Lopes                     | 1443            | Portugal                                  |
| 7  | Pérégrination                                                | Fernão Mendes Pinto              | 1603 (posthume) | Portugal                                  |
| 8  | Le Dieu manchot                                              | José Saramago                    | 1982            | Portugal                                  |
| 9  | Voyages dans mon pays                                        | Almeida Garrett                  | 1846            | Portugal                                  |
| 10 | La Brésilienne de Prazins                                    | Camilo Castelo Branco            | 1882            | Portugal                                  |
| 11 | Au bord des fleuves qui vont                                 | António Lobo Antunes             | 2010            | Portugal                                  |
| 12 | La Sibylle                                                   | Agustina Bessa-Luís              | 1954            | Portugal                                  |
| 13 | Sonnets                                                      | Antero de Quental                | 1886            | Portugal                                  |
| 14 | Humus                                                        | Raul Brandão                     | 1917            | Portugal                                  |
| 15 | Livro Sexto                                                  | Sophia de Mello Breyner Andresen | 1962            | Portugal                                  |
| 16 | Mémoires d'une jeune fille triste, ou Le Livre des solitudes | Bernardim Ribeiro                | 1554 (posthume) | Portugal Italie, (Ferrare)                |
| 17 | Gros Temps sur l'archipel                                    | Vitorino Nemésio                 | 1944            | Portugal                                  |
| 18 | L'Art d'être portugais                                       | Teixeira de Pascoaes             | 1915            | Portugal                                  |
| 19 | A Casa Grande de Romarigães                                  | Aquilino Ribeiro                 | 1956            | Portugal                                  |
| 20 | Signes de feu                                                | Jorge de Sena                    | 1979 (posthume) | Portugal                                  |
| 21 | Apparition                                                   | Vergílio Ferreira                | 1959            | Portugal                                  |
| 22 | Le Dauphin                                                   | José Cardoso Pires               | 1968            | Portugal                                  |
| 23 | Une abeille sous la pluie                                    | Carlos de Oliveira               | 1953            | Portugal                                  |
| 24 | Maina Mendes                                                 | Maria Velho da Costa             | 1969            | Portugal                                  |
| 25 | Un voyage en Inde : mélancolie contemporaine, un itinéraire  | Gonçalo M. Tavares               | 2010            | Portugal                                  |

## Les dix plus grands livres de poésie
| No | Titre                       | Auteur(s)                      | Année         | Lieux de résidence lors de la publication |
| -- | --------------------------- | ------------------------------ | ------------- | ----------------------------------------- |
| 1  | Œuvres poétiques            | Sá de Miranda                  | 1551          | Portugal                                  |
| 2  | Poésies                     | Manuel Maria Barbosa du Bocage | XVIIIe siècle | Portugal                                  |
| 3  | Le Livre                    | Cesário Verde                  | 1887          | Portugal                                  |
| 4  | Seul                        | António Nobre                  | 1882          | France Paris                              |
| 5  | Clepsydra                   | Camilo Pessanha                | 1920-1969     | Portugal                                  |
| 6  | Poèmes de Dieu et du Diable | José Régio (pt)                | 1925          | Portugal                                  |
| 7  | Les Mains et les Fruits     | Eugénio de Andrade             | 1948          | Portugal                                  |
| 8  | Peine capitale              | Mário Cesariny                 | 1982          | Portugal                                  |
| 9  | La Cuillère dans la Bouche  | Herberto Helder                | 1948          | Portugal                                  |
| 10 | Toute la Terre              | Ruy Belo                       | 1976          | Portugal                                  |

## Les cinq meilleures pièces de théâtre
| No | Titre                                  | Auteur(s)                | Année | Lieux de résidence lors de la publication |
| -- | -------------------------------------- | ------------------------ | ----- | ----------------------------------------- |
| 1  | La Barque de l'Enfer                   | Gil Vicente              | 1517  | Portugal                                  |
| 2  | La Tragédie d'Inès de Castro           | António Ferreira         | 1587  | Portugal                                  |
| 3  | L'Apprenti gentilhomme                 | Francisco Manuel de Melo | 1665  | France, Lyon                              |
| 4  | Guerres du Romarin et de la Marjolaine | António José da Silva    | 1737  | Portugal                                  |
| 5  | Le Juif                                | Bernardo Santareno (pt)  | 1966  | Portugal                                  |

## Les dix meilleurs essais
| No | Titre                                                                   | Auteur(s)                         | Année     | Lieux de résidence lors de la publication |
| -- | ----------------------------------------------------------------------- | --------------------------------- | --------- | ----------------------------------------- |
| 1  | Loyal Conseiller                                                        | Édouard Ier de Portugal           | 1438      | Portugal                                  |
| 2  | Quod nihil scitur                                                       | Francisco Sanches                 | 1581      | France, Toulouse                          |
| 3  | La Vraie Méthode Pour Etudier                                           | Luís António Verney (pt)          | 1746      | Espagne, Valence                          |
| 4  | Le Portugal Contemporain                                                | Joaquim Pedro de Oliveira Martins | 1845-1894 | Portugal                                  |
| 5  | L'Idée de Dieu                                                          | Sampaio Bruno (pt)                | 1902      | Portugal                                  |
| 6  | Essais                                                                  | António Sérgio (pt)               | 1913-1969 | Portugal                                  |
| 7  | Aller en Inde Sans Sortir du Portugal                                   | Agostinho da Silva                | 1994      | Portugal                                  |
| 8  | Le labyrinthe de la Saudade : psychanalyse mythique du destin portugais | Eduardo Lourenço                  | 2004      | Portugal                                  |
| 9  | Traité de l’Évidence                                                    | Fernando Gil                      | 1993      | France, Grenoble                          |
| 10 | L'Erreur de Descartes : la raison des émotions                          | António Damásio                   | 1994      | Portugal                                  |